# 陸奥介景衡
陸奥介 景衡（むつのすけ かげひら、生年不明 - 宝治2年（1248年））は、日本の鎌倉時代に陸奥国の八幡荘、現在の宮城県多賀城市の一部と仙台市の一部を領した鎌倉幕府の御家人である。妻の下尼と娘鶴石、名の知れない息子がいた。

## 解説
景衡は史料によって実在が明らかな最初の陸奥介氏で、八幡荘を所領とした。寛喜2年（1230年）から活動が知られ、宝治2年（1248年）に没した。本人の活躍については不明で、所領の譲渡に関する複数の資料で挙げられる。奥州合戦とその後の関東武士の進出のせいで、平安時代からの土着武士がほとんど残らなかった奥羽地方において、陸奥介景衡は例外的に前代から生き残ったが、所領の縮小は余儀なくされた。
寛喜2年（1230年）に八幡荘のうち蒲生村を娘の鶴石に与え、それは20年後の建長2年（1250年）に夫の那須資長の手に渡った。鶴石への譲り状を作ったのは「陸奥介平景実」で、確たる証拠はないものの、景衡と同一人物と推定されている。
次いで貞永元年（1232年）に八幡荘のうち萩園郷を飯高長経に譲った。
仁治元年（1240年）2月15日、同3年（1242年）3月2日、宝治2年（1248年）4月の一連の譲状によって、八幡荘のうち中野堤上本田1町、荒野4町、蕨壇荒野柑子袋藤木田3町の地頭職を陸奥介後家の下尼に与えた。景衡の死後、この譲渡は宝治2年12月29日（1249年1月）に将軍藤原頼嗣に承認された。